# Easy Money (Frankie Miller)
| Recensione              | Giudizio |
| ----------------------- | -------- |
| AllMusic                |          |
| Dizionario del Pop-Rock | [ 2 ]    |

Easy Money è il settimo album discografico di Frankie Miller, pubblicato dalla casa discografica Chrysalis Records nel luglio del 1980.

## Tracce

### LP
Lato A
1. Easy Money – 3:22 (Frankie Miller, Eddie Setser, Troy Seals)
2. The Woman in You – 3:17 (Frankie Miller, Troy Seals)
3. Why Don't You Spend the Night – 3:24 (Bob McDill)
4. So Young, So Young – 3:33 (Joe Camilleri, Tony Saehse (Tony Faehse), Jeff Burstin)
5. Forget About Me – 3:18 (Frankie Miller, Eddie Setser, Troy Seals)

Lato B
1. Heartbreak Radio – 3:22 (Frankie Miller, Troy Seals)
2. Cheap...Thrills – 3:16 (Bob McDill)
3. No Chance – 3:01 (Moon Martin)
4. Gimme Love – 3:01 (Frankie Miller, Eddie Setser, Troy Seals)
5. Tears – 3:30 (Frankie Miller)

### CD
Edizione CD del 2004, pubblicato dalla Eagle Records (EAMCD 156)
1. Easy Money (Frankie Miller, Eddie Setser, Troy Seals)
2. The Woman in You (Frankie Miller, Troy Seals)
3. Why Don't You Spend the Night (Bob McDill)
4. So Young, So Young (Joe Camilleri, Tony Saehse (Tony Faehse), Jeff Burstin)
5. Forget About Me (Frankie Miller, Eddie Setser, Troy Seals)
6. Heartbreak Radio (Frankie Miller, Troy Seals)
7. Cheap...Thrills (Bob McDill)
8. No Chance (Moon Martin)
9. Gimme Love (Frankie Miller, Eddie Setser, Troy Seals)
10. Tears (Frankie Miller)
11. Lock Up Your Secretaries (Frankie Miller) – Traccia bonus - Demo
12. The Woman in You (Frankie Miller, Troy Seals) – Traccia bonus - Demo
13. Beggin' for Trouble (Frankie Miller) – Traccia bonus - Demo
14. Lonely Eyes (Frankie Miller, Jeff Barry) – Traccia bonus - Demo

## Musicisti
- Frankie Miller – voce
- Reggie Young – chitarra elettrica
- Bobby Thompson – chitarra acustica
- Joe Osborne – basso
- Larry Londin – batteria

Note aggiuntive
- Hitmen (Troy Seals, Reggie Young, Bobby Thompson, Larry Londin e Joe Osborne) e Frankie Miller – produttori
- Registrazioni effettuate al Sound Stage Studios di Nashville, Tennessee (Stati Uniti)
- Brent King – ingegnere delle registrazioni
- Mixaggio effettuato al Soundmixers di New York
- John Jansen – mixaggio
- Mastering effettuato al Sterling Sound Inc. di New York
- George Marino – mastering
- Bob Cato – foto e design copertina album[3]